# 高橋信也
高橋信也（1943年11月15日—），筆名：高澤孫一，是日本的男性人物設計師、日本動畫演出協會（JAniCA）會員。

## 參與作品

### 電視動畫
1963年
- 狼少年肯（OP動畫、原畫）

1966年
- 彩虹戰隊羅賓（原畫、作畫監督）
- 魔法使莎莉 第一作（作畫監督）

1968年
- 再造人009 第一作（原畫、作畫監督）
- 小茜（人物設計、作畫監督）
- 鬼太郎 第一作（作畫監督）

1969年
- （作畫監督）
- 小魔鏡 第一作（人物設計）

1970年
- 人魚公主（人物設計）

1971年
- 飄泊的太陽（人物設計）
- 神奇小丫頭（人物設計）

1972年
- 魔法使恰比（人物設計）
- 新姆明（原畫）

1973年
- 甜心戰士 第一作（作畫監督）
- 森林小英雄（原畫）

1974年
- 飄零燕（原畫）
- 仙女下凡（副人物設計、作畫監督）
- Calimero（角色作畫監修）

1975年
- 義犬報恩（原畫）

1976年
- （作畫監督）

1977年
- 大地兒女（人物設計）

1978年
- （原畫）

1980年
- 宇宙戰艦大和號III（次要人物設計、作畫監督）

1982年
- 精靈俏女巫（人物設計、作畫監督） • 高澤孫一名義

1983年
- 我係小忌廉（作畫監督）

1986年
- 銀河探査2100年 ボーダープラネット（總作畫監督） －動畫特別篇
- 綠野仙蹤（作畫監督）
- 野菊之墓（人物設計、作畫監督）

1987年
- 橙路（原畫）
- （作畫監督）

1992年
- 人小鬼大（作畫監督）

1995年
- ズッコケ三人組 楠屋敷のグルグル様（人物設計、作畫監督）

1996年
- （人物設計）

1999年
- イソップワールド（人物設計）

2002年
- Fortune Dogs（原畫）

2004年
- 去吧！墮落三人組（人物設計、作畫監督）

2004年
- 怪醫黑傑克（原畫）

2006年
- 魯邦三世 Seven Days Rhapsody（作畫監督） －動畫特別篇

2007年
- 風之少女艾蜜莉（原畫）
- 少女的奇幻森林（原畫）

2008年
- 全力兔（原畫）
- 超能力少女「蘭」（原畫）

2009年
- 川之光（原畫）
- 宇宙戰艦大和號 復活篇（人物設計、作畫監督）

2011年
- 昭和物語（Layout總作畫監督、Layout）
- 忍者亂太郎 第20期（原畫、作畫監督）

2012年
- 故鄉再生 日本古代故事（分鏡、演出、原畫、作畫監督、人物設計）
- 襲來！美少女邪神（原畫）
- 紙箱戰機W（原畫）

2013年
- BERSERK 黃金時代篇III 降臨（作畫監督）

2015年
- 忍者亂太郎 第23期（原畫）
- GATE 奇幻自衛隊（原畫）

2016年
- 忍者亂太郎 第24期（作畫監督）

2017年
- 海天使的燈火（作畫監督）

2019年
- 多羅羅（原畫）

2020年
- （作畫監督）

### 劇場動畫
1973年
- 熊貓大冒險（作畫監督）

1978年
- 再見，宇宙戰艦大和號 愛的戰士們（原畫）

1980年
- 永遠的大和號（人物設計）
- 火之鳥2772（原畫）

1982年
- 大提琴手高修（作畫監督）
- 千年女王（原畫）
- 世界名著童話 阿拉丁（人物設計、作畫監督）

1983年
- 福星小子 only you（人物設計、作畫監督）

1985年
- （人物設計、作畫監督）

1992年
- 小甜甜（原畫）

2010年
- 你看起來很好吃（作畫監督）
- 小蜜蜂 勇氣的旋律（總作畫監督）

### OVA
1985年
- Love Position LEGEND OF HALLEY（作畫監督）
- Love Position 芭蕾傳說（作畫監督）

2006年
- 真救世主傳説 北斗之拳 雷奧傳 殉愛之章（作畫監督、原畫）

### 其他
插畫
- 1993年：「墮落三人組系列」（接替去世的前川和夫）

教材
- 2006年：粉紅色的蠟筆（作畫監督）

## 外部連結
- （日語）.   [2016-04-22]. （原始内容存档于2016-09-22）.動畫@wiki
- （日語）.   [2016-06-22]. （原始内容存档于2016-08-09）.
- （日語）.   [2016-07-06]. （原始内容存档于2016-08-16）.Allcinema